# Història de Corea
La història de Corea és molt rica i molt antiga. Les proves arqueològiques i lingüístiques suggereixen que els orígens dels coreans eren gent que parla altaica de la Sibèria sud i central,
que poblava l'antiga Corea en successives onades des del Neolític fins a l'edat del bronze. L'adopció del sistema d'escriptura xinesa ("Hanja" en coreà) en el segle ii aC, i del budisme al segle iv, va tenir profunds efectes sobre els Tres regnes de Corea.
Corea fou unificada per l'emperador Taejo de la dinastia Goryeo el 936. Goryeo era un estat altament desenvolupat i creà el Jikji el 1377, utilitzant la primera impremta de tipus movibles del món. Les invasions mongoles al segle xiii, tanmateix, debilitaren la nació, que fou convertida en un estat tributari. Després de l'esfondrament de l'Imperi Mongol, la disputa política hi continuà i la dinastia Goryeo fou reemplaçada per la Joseon el 1388.
Els primers 200 anys de la dinastia Joseon foren marcats per una pau relativa i veieren la creació del hangul (alfabet coreà) creat pel rei Sejong el Gran al segle xiv i l'ascens de la influència confucianista al país. Tanmateix, a la darreria de la dinastia, la política aïllacionista de Corea li feu guanyar el renom occidental de "Regne ermità". A finals del segle xix, Corea es convertí en l'objecte dels desitjos colonials del Japó. El 1910, Corea era annexionada pel Japó i romangué així fins al final de la Segona Guerra Mundial, l'agost de 1945.
El 1945, la Unió Soviètica i els Estats Units acordaren la rendició de forces japoneses a Corea i les tropes soviètiques ocuparen el nord del paral·lel 38, mentre que les tropes dels Estats Units ocuparen la Corea del sud d'aquest paral·lel. Aquesta decisió dels exèrcits aliats aviat es convertiria en la base per a la divisió de Corea per part de les superpotències, incrementada per la seva incapacitat d'arribar a un acord per a la independència coreana. Els dos rivals de la Guerra freda establiren governs afins a les seves pròpies ideologies, conduint a la divisió actual de Corea en dues entitats polítiques: Corea del Nord i Corea del Sud. El subsegüent conflicte de la Guerra de Corea consolidà aquesta divisió.
Corea del Nord, oficialment la República Democràtica de Corea, és un estat unipartidista d'economia planificada. Corea del Sud, oficialment la República de Corea, és un país capitalista, democràtic i desenvolupat, membre de l'Organització per a la Cooperació i el Desenvolupament Econòmic (OCDE) i el G20.

## Prehistòria i Gojoseon
L'Acadèmia Coreana d'Amèrica del Nord descobrí fòssils humans antics en la lava d'un lloc de la ciutat de pedra de Corea. Les anàlisis indiquen que els fòssils volcànics poden ser datats fins de 300.000 anys d'antiguitat.
La millor ceràmica coreana conservada pertany al Paleolític, al voltant del 10000 aC, i el Neolític comença al voltant del 6000 aC.
La llegenda sobre la fundació de Gojoseon descriu a Dangun, un descendent celeste, que estableix un regne el 2333 aC fins a la seva caiguda, el 108 aC.
La capital originària podria haver estat a la frontera entre Corea i Manxúria, però fou més tard moguda al que és avui Pyongyang, Corea del Nord. El 108 aC, la dinastia Han xinesa derrotava Wiman Joseon i instal·lava les Quatre comandàncies dels Han en l'àrea de la regió de Liaoning. Als volts de l'any 75 aC, tres d'aquelles comandàncies havien caigut, però la Comandància Lelang romania com a centre d'intercanvi cultural i econòmic amb successives dinasties xineses fins al 313, quan es rendí a Goguryeo.

## Període dels protoregnes
El període dels protoregnes, de vegades anomenat període dels múltiples estats, és la fase anterior del que s'anomena comunament el període dels Tres Regnes de Corea, després de la caiguda de Gojoseon, i abans de Goguryeo, Baekje i Silla, plenament desenvolupats com a regnes.
Aquest període visqué el sorgiment de nombrosos estats dels anteriors territoris de Gojoseon. El Regne Buyeo sorgia en el que és l'actual Corea del Nord i el sud de Manxúria, al voltant del segle ii aC, fins al 494. Els seus romanents foren absorbits per Goguryeo el 494, i tant Goguryeo com Baekje, dos dels Tres regnes de Corea, se'n consideraven successors. L'Okjeo i Dongye de Corea del Nord s'integraren finalment al creixent Goguryeo.
Situat a la part del sud de la península de Corea, Samhan es refereix a les tres confederacions de Mahan, Jinhan i Byeonhan. Mahan n'era la més gran i constava de 54 estats. Byeonhan i Jinhan constaven els dos de dotze estats, i hi havia un total de 78 estats dins del Samhan. Aquestes tres confederacions finalment es convertien en Baekje, Silla i Gaya.

## Tres Regnes

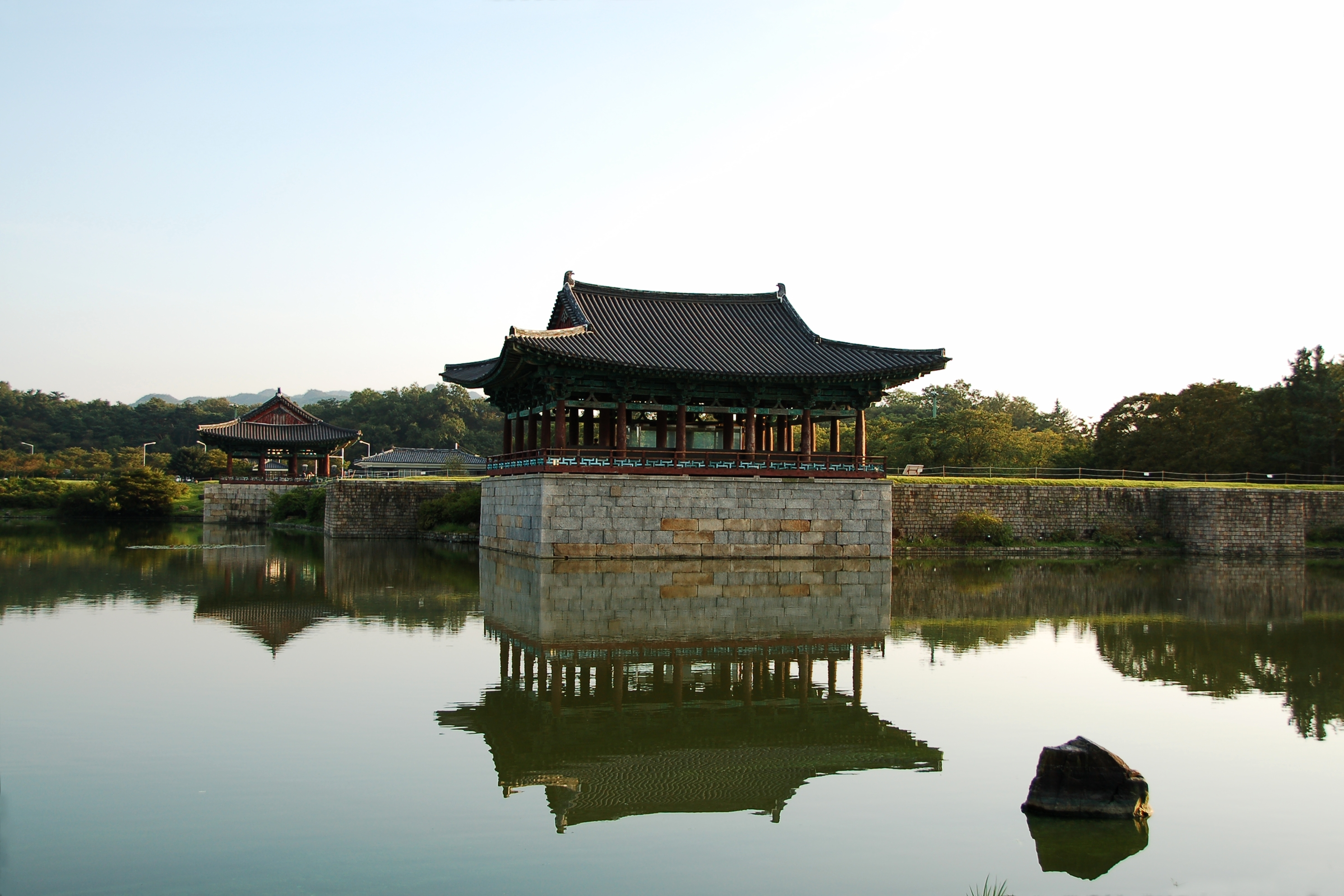
Anapji (llacuna d'Anap) en àrees històriques de Gyeongju

Els Tres regnes de Corea (Goguryeo, Silla i Baekje) dominaven la península i parts de Manxúria durant la primeria de l'era comuna. Competien l'un amb l'altre tant econòmicament com militar.
Goguryeo uní el Regne Buyeo, Okjeo, Dongye i altres estats a l'anterior territori Gojoseon.
Goguryeo era el poder més dominant; arribà al seu zenit al segle v, durant el regnat de Gwanggaeto el Gran; i el seu fill, Jangsu, expandí el territori a gairebé tota la Manxúria i part de la Mongòlia interior, i prengué la regió de Seül a Baekje. Gwanggaeto i Jangsu sotmeteren Baekje i Silla durant els seus regnats. Després del segle vii, Goguryeo estigué constantment en guerra amb les dinasties Sui i Tang de la Xina.
Fundat al voltant del que avui és Seül, el Regne de Baekje del sud-oest s'expandí més enllà de Pyongyang durant el cim del seu poder al segle iv. Havia absorbit tots els estats Mahan i havia subjugat la majoria de la península coreana occidental (incloent-hi les províncies actuals de Gyeonggi, Chungcheong i Jeolla, així com part de Hwanghae i Gangwon a un govern centralitzat. Baekje adquirí cultura i tecnologia xinesa pels contactes amb les dinasties del sud durant l'expansió del seu territori. L'evidència històrica suggereix que la cultura, l'art i la llengua japonesa foren fortament influïts pel Regne de Baekje.
Encara que alguns registres posteriors afirmen que Silla, al sud-est, era el més antic dels tres regnes, es considera que fou l'últim regne a desenvolupar-se. Al segle ii, Silla existia com a latifundi, ocupant i influint ciutats properes. Silla començà a guanyar poder quan annexionà la confederació Gaya el 562. La confederació Gaya estava situada entre Baekje i Silla. Els Tres regnes de Corea sovint guerrejaven l'un amb l'altre i Silla sovint rebé la pressió de Baekje i Goguryeo, però alguns cops Silla també s'alià amb Baekje i Goguryeo per guanyar domini sobre la península.
El 660, el rei Muyeol de Silla ordenà als seus exèrcits que ataquessin Baekje. El general Kim Yu-shin (Gim Yu-sin), ajudat per forces de la dinastia Tang, al 661, envaïren a Goguryeo, però foren repel·lits tot i la seva victòria en la batalla de Baekgang. El rei Munmu, fill de Muyeol i nebot del general Kim Yu-shin, liderà una altra campanya el 667 i Goguryeo caigué l'any següent.

## Període dels Estats Units cap al nord i sud
Entre els segles V i VII, el poder de Silla gradualment s'estengué a través de la península Coreana. Silla primer annexionà la confederació Gaya adjacent. Pels volts de la dècada del 660, Silla formà una aliança amb la dinastia de Tang xinesa per conquerir Baekje i posteriorment Goguryeo. Després de repel·lir les forces xineses, Silla unificà parcialment la península, i començà un període sovint anomenat Silla unificada.
Al nord, l'anterior general Goguryeo Dae Joyeong conduí un grup de refugiats Goguryeo a l'àrea de Jilin a Manxúria i hi fundà Balhae (698 - 926) com el successor de Goguryeo. El territori de Balhae s'estenia del nord de Manxúria fins a les províncies del nord de l'actual Corea. Balhae fou destruït pels khitan el 926.
Silla unificada es desfeu a finals del segle ix, i es passà al tumultuós període tardà dels Tres regnes (892-935).

## Goryeo

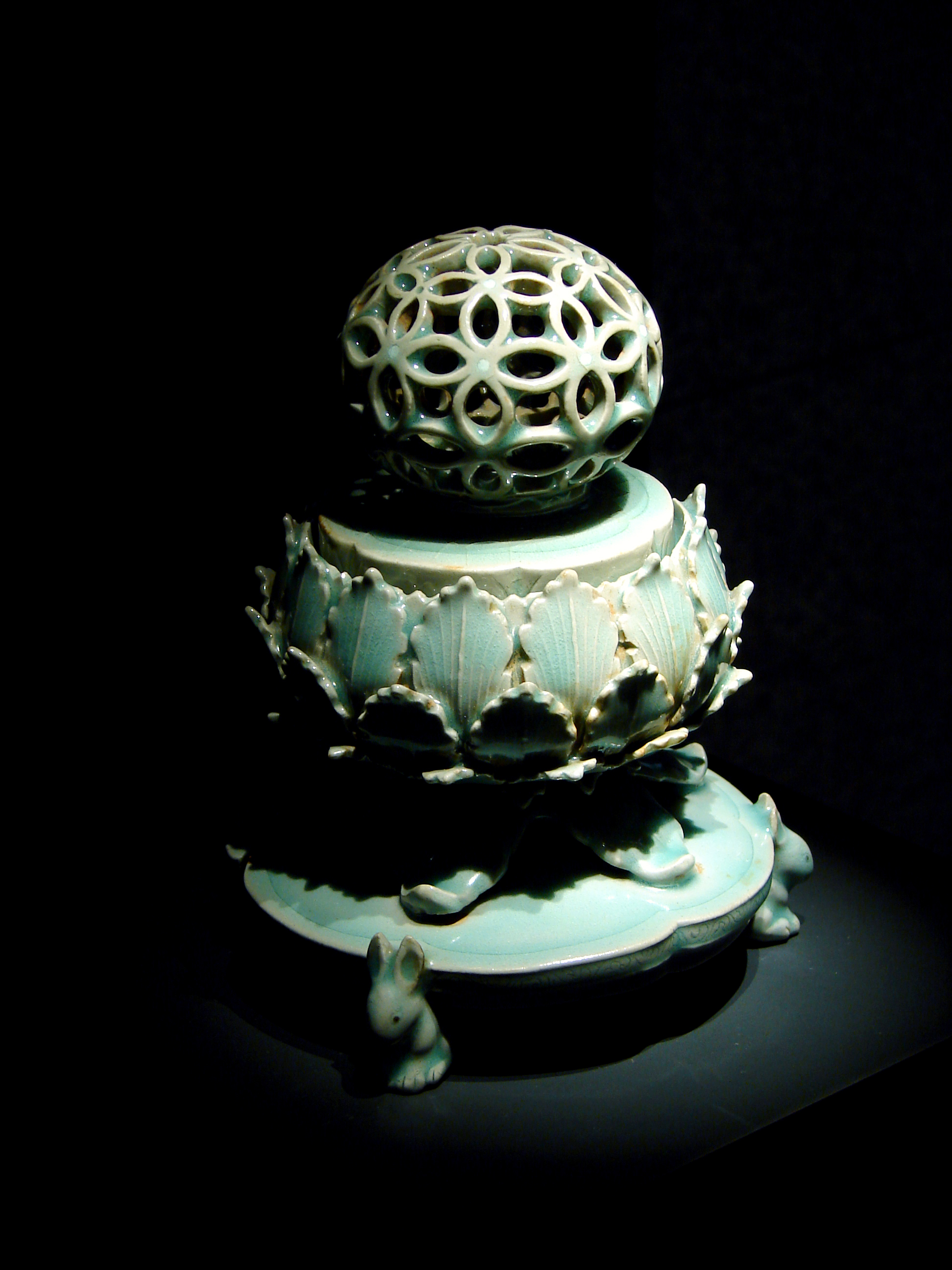
Cremador d'encens Celadó de la dinastia coreana Goryeo

El país de Goryeo fou fundat el 918 i reemplaçà Silla com a dinastia governant de Corea ("Goryeo" és una forma curta de "Goguryeo" i la font del nom "Corea"). La dinastia durà fins a 1392. Durant aquest període es feren codis legals i s'introduí un sistema de servei civil. Florí el budisme, que s'estengué per tota la península. La publicació de Tripitaka Koreana en 80.000 blocs de fusta i la invenció de la primera impremta de tipus mòbils metàl·lica del món al segle xiii certifiquen els assoliments culturals de Goryeo. La dinastia fou amenaçada per invasions mongoles (1230 - 1270), però la línia dinàstica continuà sobrevivint fins a 1392, des que es negocià un tractat amb el mongols que restaren amb el seu poder de sobirans. El 1350 el rei Gongmin era lliure per fi per reformar un govern Goryeo. Gongmin es trobà amb dificultats, com ara l'eliminació dels aristòcrates i militars promongols, la qüestió de la propietat de la terra, i la repressió de l'animositat creixent entre budistes i confucianistes.

## Dinastia Joseon

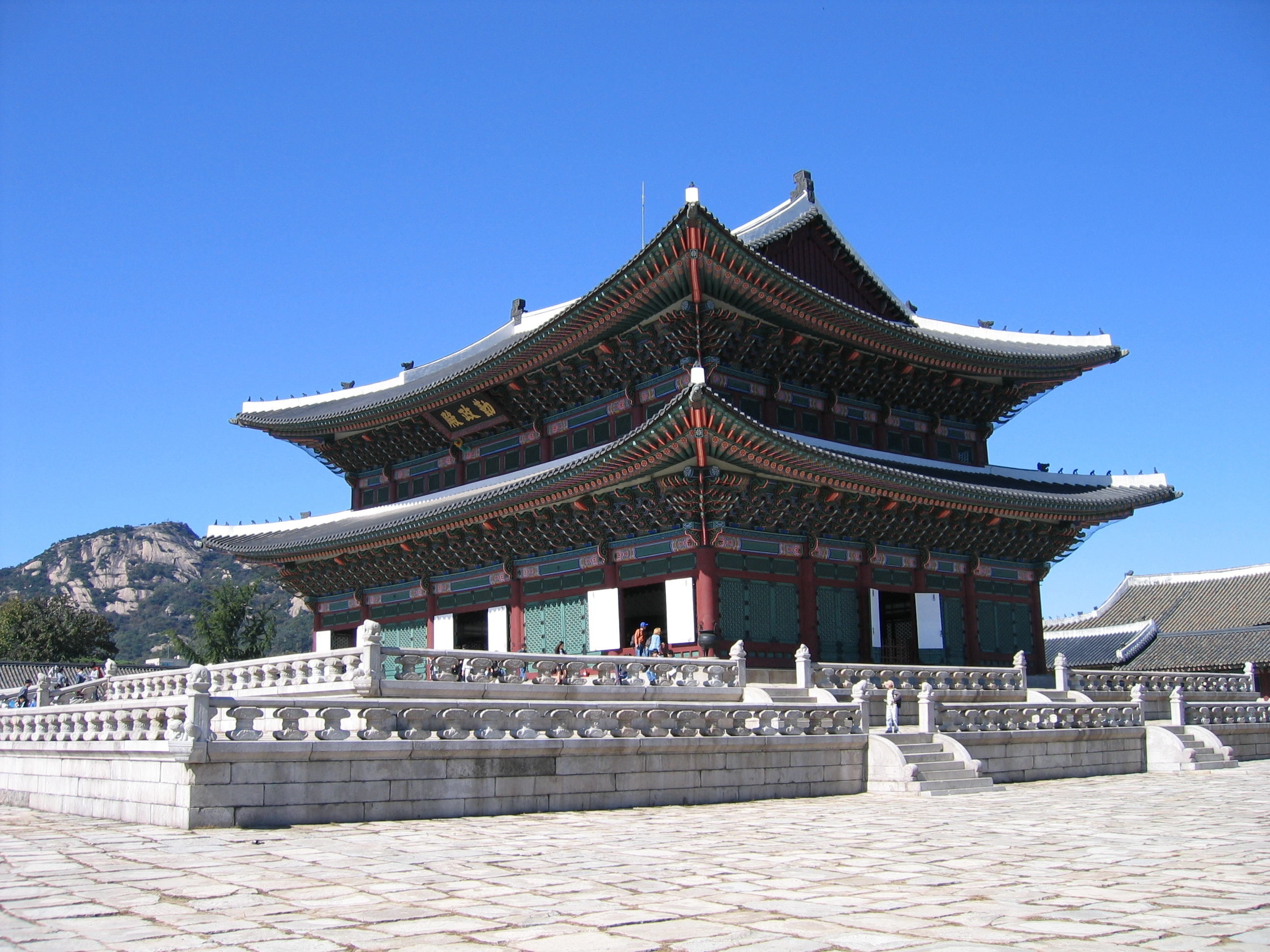
El Palau de Gyeongbokgung

El 1392, el general Yi Seong-gye o Taejo hi establí la dinastia Joseon (1392-1910) amb un cop d'estat sense pràcticament vessament de sang. L'anomenaren dinastia Joseon en honor de l'anterior dinastia Go Joseon ("Go", significa 'vell', i hi fou afegit per distingir-les).
El rei Taejo canvià la capital a Hanseong (anteriorment Hanyang; avui dia Seül) i hi construí el palau de Gyeongbokgung. El 1394 adoptà el confucianisme com a religió oficial del país, i ocasionà molta pèrdua de poder i riquesa als budistes. La filosofia que hi prevalia era el neoconfucianisme.
Joseon experimentà avenços en la ciència i cultura. El rei Sejong el Gran (1418-1450) promulgà el hangul, l'alfabet coreà. El període veié diversos avenços tecnològics i culturals així com la dominació de neoconfucianisme sobre tota la península. Es creu que els esclaus, nobi, eren un terç de la població de la Corea Joseon.
Les invasions japoneses de Corea (1592 - 1598) es produïren quan Toyotomi Hideyoshi ordenà a les seves forces armades envair Àsia a través de Corea, però fou completament derrotat per un exèrcit dirigit per l'almirall Yi Sun-sin amb ajuda de la dinastia Ming. Aquesta guerra també veié l'ascens de l'almirall Yi Sun-sin amb el "vaixell Tortuga". Als anys 1620 i el 1630 Joseon va patir invasions manxurianes.
Després de la segona invasió manxuriana, Joseon experimentà un període de gairebé dos segles de pau. Els reis Yeongjo i Jeongjo conduïren a un nou renaixement de la dinastia Joseon.
Tanmateix, durant els darrers anys d'aquesta dinastia, la política aïllacionista de Corea li valgué el nom de "Regne ermità", principalment per protegir-se contra l'imperialisme occidental, abans que es veiés forçada a obrir-se al comerç, quan començà un domini colonial japonès.

## Imperi coreà

La primera descripció que sobreviu de la bandera coreana impresa en un llibre de la marina dels Estats Units d'Amèrica, Flags of Maritime Nations el juliol de 1889

Durant la dècada del 1870, el Japó forçà a Corea fora de l'esfera d'influència tradicional de la dinastia Qing. Com a resultat de la Primera Guerra sinojaponesa (1894-1895), la dinastia Qing hagué de deixar tal posició segons l'article 1 del tractat de Shimonoseki, que s'acordà entre la Xina i el Japó al 1895. Aquell mateix any, l'emperadriu Myeongseong fou assassinada per agents japonesos.
El 1897, la dinastia Joseon proclamà l'Imperi coreà (1897-1910), i el rei Gojong esdevingué l'emperador Gojong. Aquest breu període veié la modernització parcialment reeixida de l'exèrcit, així com de l'economia, del dret sobre la propietat, el sistema educatiu, i diverses indústries, influïdes per la intrusió política en Corea de Rússia, el Japó, França, i els Estats Units.
El 1904, la Guerra russojaponesa expulsà els russos fora de la lluita per Corea. A Manxúria el 26 d'octubre de 1909 An Jung-geun assassinà el príncep japonès Ito Hirobumi pel seu intent d'ocupar Corea.

## Ocupació japonesa

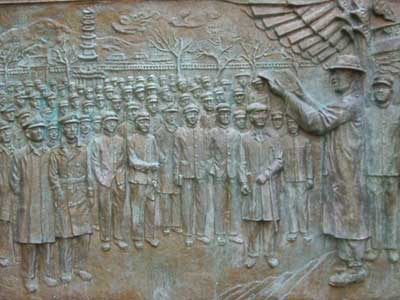
Placa commemorativa del moviment del primer de març al parc Pagoda de Seül

El 1910, una Corea militarment ocupada fou obligada a signar el tractat d'Annexió de Corea al Japó. El tractat fou signat per Lee Wan-Yong, que actuava amb poders generals atorgats per l'emperador. Tanmateix, es diu que l'emperador no ratificà de fet el tractat, segons Yi Tae-jin. Hi ha una llarga disputa sobre si aquest tractat era legal o il·legal, a causa del fet que fou signat sota coacció, amenaça de força i suborns.
La resistència coreana a la brutal ocupació japonesa
es manifestà en el moviment no violent de l'1 de març de 1919, quan 7.000 manifestants foren assassinats per policies i militars japonesos.
El moviment d'alliberament coreà s'estengué a les veïnes Manxúria i Sibèria.
Més de cinc milions de coreans foren obligats a treballs forçats a principis de 1939,
i desenes de milers d'homes foren forçats a incorporar-se a l'exèrcit japonès.
Uns 400.000 obrers coreans perderen la vida a causa de la guerra.
Aproximadament 200.000 noies i dones,
principalment de la Xina i Corea, foren forçades a l'esclavitud sexual per als militars japonesos. El 1993, Yohei Kono admetia les violacions terribles a què s'encaraven aquestes persones eufemísticament anomenades "dones de comfort".
Durant el domini colonial japonès, la llengua coreana se suprimí en un esforç per erradicar la identitat nacional coreana. Els coreans eren forçats a prendre cognoms japonesos, coneguts com a Soshi-kaimei.
La cultura tradicional coreana patí fortes pèrdues, i es destruïren nombrosos objectes culturals
o foren saquejats i enduts al Japó. Encara avui aquests valuosos objectes coreans es poden trobar sovint en museus japonesos o en col·leccions privades.
Una investigació del govern sud-coreà identificà 75.311 actius culturals espoliats de Corea, 34.369 al Japó i 17.803 als Estats Units. Tanmateix, els experts calculen que més de 100.000 objectes romanen de fet al Japó.
Oficialment el Japó ha considerat tornar les propietats culturals coreanes, però fins avui això no ha ocorregut. Corea i el Japó encara discuteixen la propietat de les Roques de Liancourt, uns illots situats a l'est de la península Coreana.
Hi hagué una taxa alta d'emigració als territoris d'ultramar de l'Imperi japonès durant el període colonial japonès, incloent-hi Corea.
Al final de la Segona Guerra Mundial, hi havia més de 850.000 colons japonesos a Corea.
Després de la guerra, la majoria d'aquests japonesos d'ultramar foren repatriats al Japó.

## Guerra coreana

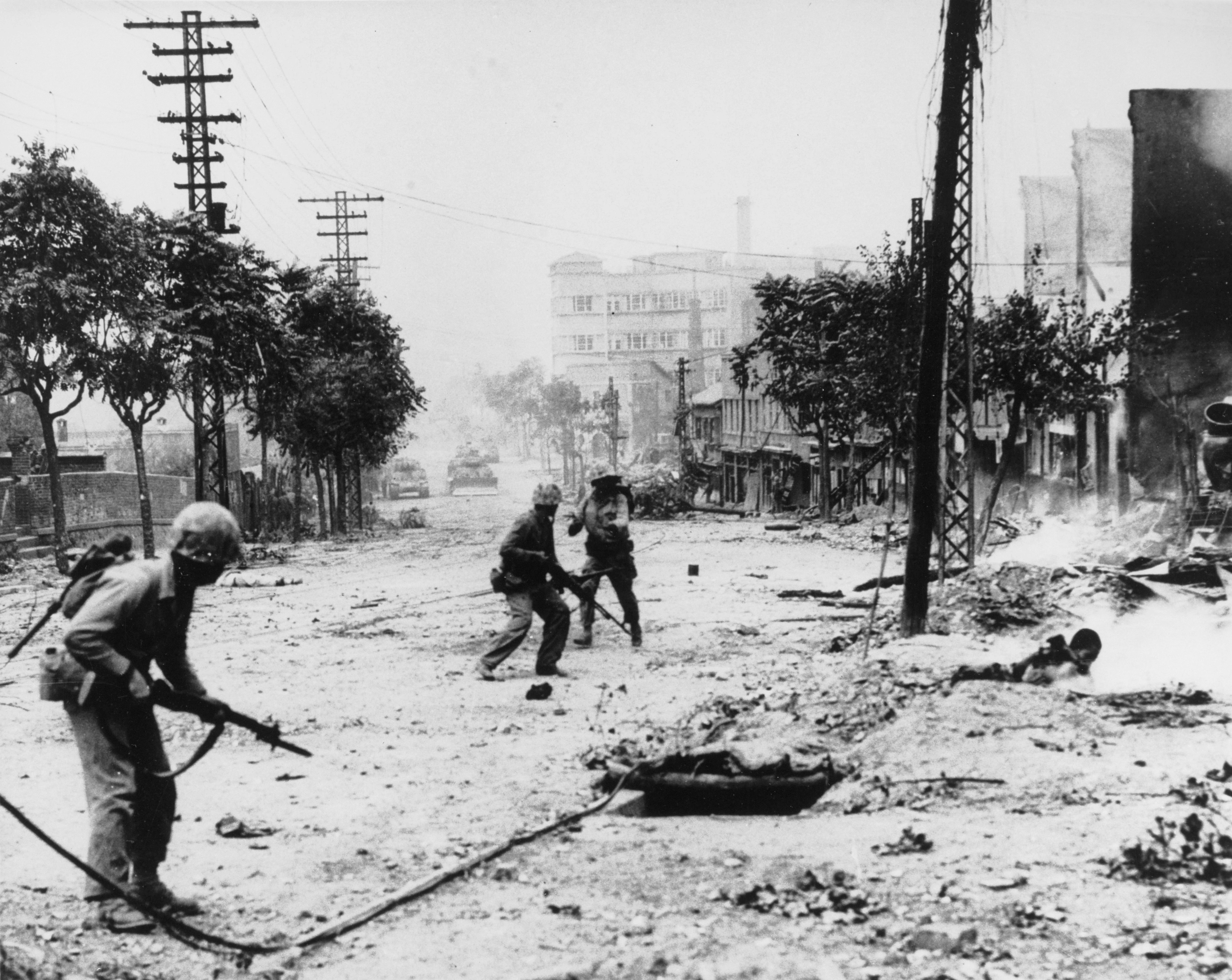
Combat urbà a Seül, 1950: marines lluitant amb coreans del nord pel domini de la ciutat

Amb la rendició del Japó el 1945 les Nacions Unides desenvoluparen plans per a una administració de fideïcomís: la Unió Soviètica administraria el nord de la península (paral·lel 38) i els Estats Units el sud. La política de la Guerra freda ocasionà l'establiment el 1948 de dos governs separats, Corea del Nord i Corea del Sud.
El juny de 1950 Corea del Nord envaí el sud, utilitzant tancs i armament soviètics. Durant la Guerra de Corea (1950-1953) moriren milions de civils i els tres anys de lluita per tota la nació destruïren la majoria de les ciutats. La guerra “acabà” de facto amb un acord d'armistici de Corea que marcava una línia de delimitació militar (terra de ningú) al voltant de les fronteres terrestres i marítimes entre les dues Corees.

## Divisió de Corea

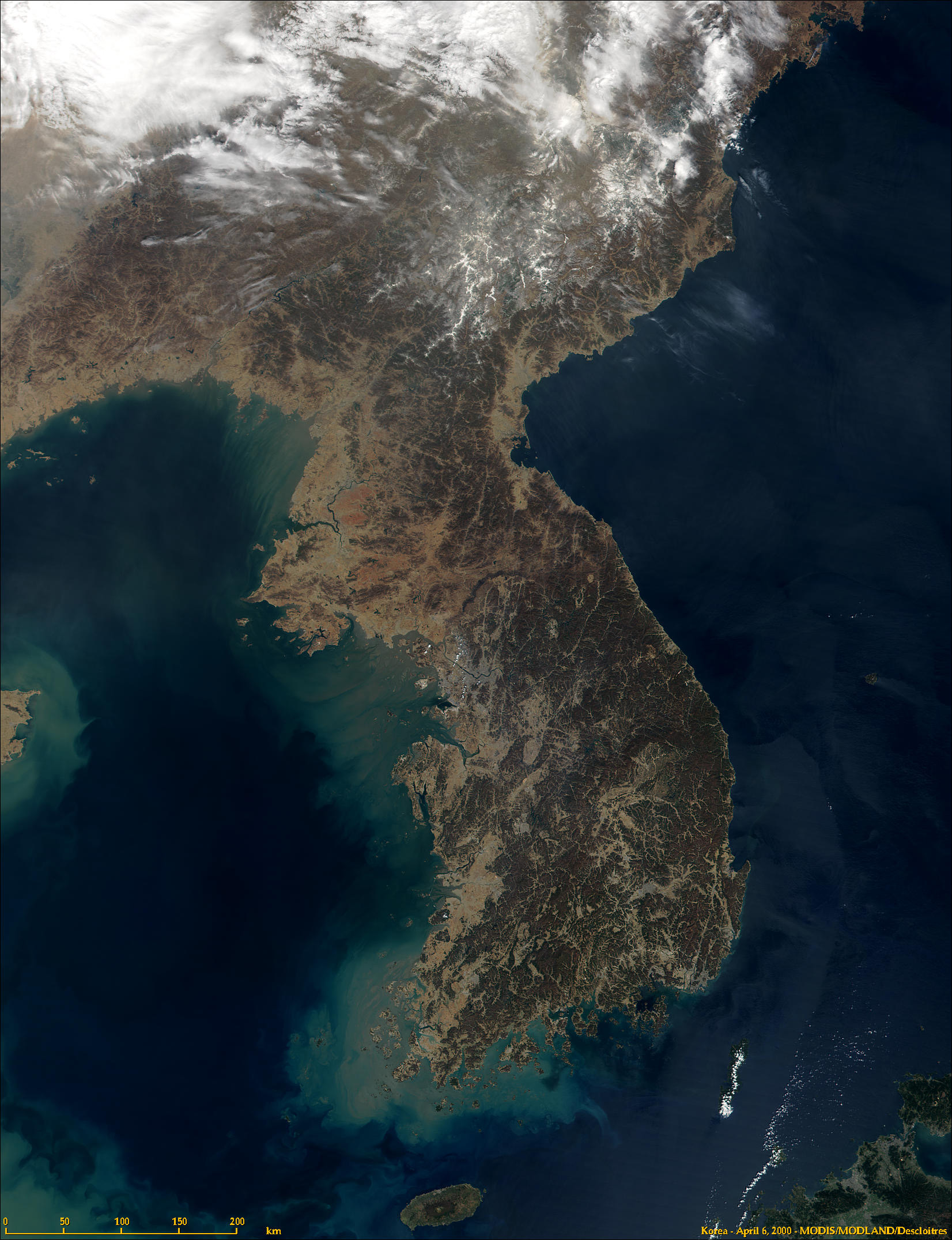
Corea vista des del satèl·lit

Les seqüeles de la Segona Guerra mundial deixaren Corea dividida al llarg del paral·lel 38, amb el nord sota ocupació soviètica i el sud sota l'ocupació d'altres estats aliats. Consegüentment, Corea del Nord, un règim socialista soviètic de caràcter estalinista, s'establia al nord mentre la Corea del Sud, una república d'estil capitalista, s'establia al sud. La Guerra de Corea esclatà quan Corea del Nord amb el suport de l'URSS envaí Corea del Sud, encara que cap bàndol no guanyà gaire territori com a resultat. La península de Corea quedà partida en dos estats marcats per la zona desmilitaritzada coreana, que esdevingué de facto frontera entre les dues Corees.
Entre 1948 i 1993 Corea del Sud va viure diversos règims autoritaris i militars: entre 1948 i 1960 sota el règim del president Rhee Seung-man, entre 1960 i 1979 sota el govern autoritari de Park Jeong-hee, i del 1979 fins al primer govern civil hi governà la junta militar dirigida per Jeon Doo-hwan i Roh Tae-wo.
Des de la dècada del 1960, l'economia sud-coreana ha augmentat enormement i l'estructura econòmica s'ha transformat radicalment. El 1957 Corea del Sud tenia un PIB per capita més baix que el de Ghana,
i el 2008 era disset cops més alt que aquest mateix estat.
En contrast, Corea del Nord fou assolada per epidèmies de fam a partir de 1995. Segons l'Agència d'Intel·ligència de Corea del Sud, un informe intern del Ministeri de Seguretat Pública de Corea del Nord estimava que havia perdut entre 2,5 i 3 milions d'habitants de 1995 al març de 1998.